# 法托卢利克县

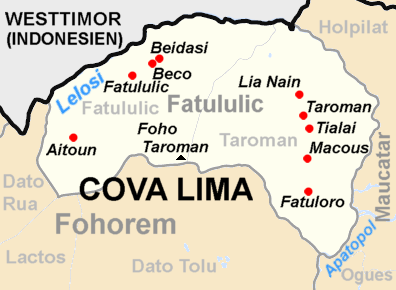
法托卢利克县

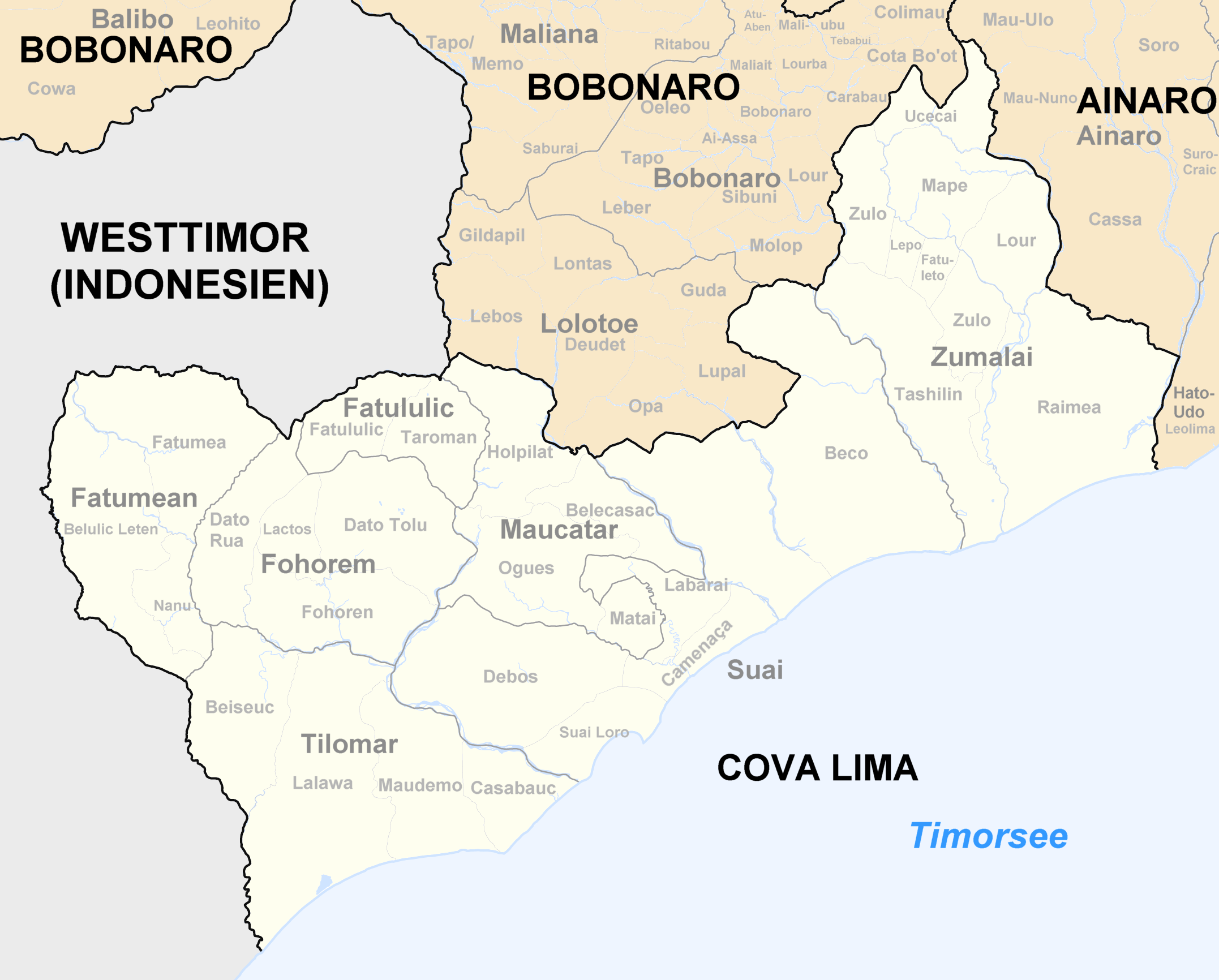
科瓦利马区

法托卢利克县是东帝汶民主共和国科瓦利马区的一个县 该县面积45.72平方公里，2010年人口普查时时人口为1894，县治位于法托卢利克。